# Ryan Jamaal Swain
Ryan Jamaal Swain (geboren 13. März 1994 in Orlando) ist ein US-amerikanischer Schauspieler und Tänzer. Bekannt wurde er neben seinen Theaterrollen hauptsächlich Off-Broadway, vor allem als Damon Richards-Evangelista in der FX-Fernsehserie Pose.

## Leben
Ryan Jamaal Swain wurde als ältestes von vier Kindern in Orlando im US-Bundesstaat Florida geboren und zog im Alter von sechs Jahren mit seiner Familie nach Birmingham in Alabama. Im Gegensatz zu den meisten seiner Familienmitglieder, die in medizinischen Berufen arbeiten, beispielsweise als Krankenpfleger oder in Apotheken, zeigte Swain bereits in seiner Kindheit Interesse an künstlerischen Tätigkeiten. Als Swain vier Jahre alt war, begann er, Stepptanz-Unterricht zu nehmen, seine Fähigkeiten weitete er in den darauffolgenden Jahren auf die Genres Ballett, Jazz, Modern und Hip-Hop aus. Daraufhin war er Schüler an der Alabama Dance Academy in Hoover und Tänzer in verschiedenen künstlerischen Gruppen in Birmingham, unter anderem beim Alabama Ballet, Birmingham Children’s Theatre, Virginia Samford Theatre sowie der Red Mountain Theatre Company. Ab dem Alter von acht Jahren war Swain in seiner Kindheit zudem gelegentlich als Katalog-Model tätig.
Als Jugendlicher trainierte Swain für eine Karriere als professioneller Tennisspieler. In der neunten Klasse wollte sich Swain eigentlich für eine Praktikantenstelle an einem örtlichen Theater bewerben, als der Leiter ihm spontan anbot, für eine Rolle in einem Stück anlässlich des Black History Month vorzusprechen. Swain fand so zur Schauspielerei, nachdem er sein Kunststudium an der Howard University in Washington, D.C. mit einem Bachelor beendet hatte, ging er an die Schauspielschule British American Drama Academy in Oxford. Nach dem Ende seiner Ausbildung ließ er sich in wieder in den Vereinigten Staaten in New York City nieder.
Während Swains Familie seine künstlerischen Aktivitäten weitgehend unterstützte, sah er sich in seiner Kindheit homophob motivierten körperlichen und verbalen Misshandlungen durch seinen Stiefvater ausgesetzt. 2018 gab Swain in einem Interview an, sich als queer zu identifizieren.
Am 28. Juli 2020 starb Swains Schwester an einer durch einen Unbekannten zugefügten Schussverletzung. Deswegen bat Swain die Produzenten von Pose, seine Figur aus der Serie zu nehmen, weswegen er nur in der ersten Folge der dritten und letzten Staffel zu sehen war.

## Karriere

### Theater
2014 verfasste Swain das Ein-Mann-Stück A Negro Writer über das Leben des homosexuellen Schriftstellers Langston Hughes, den er auch selbst darstellte.
Swan wirkte während seiner Studienzeit an der Howard University in mehreren Theaterstücken mit, unter anderem in Anything Goes als Billy Crocker, Assistent der an der Wall Street tätigen Hauptfigur Elisha Whitney. 2016 spielte er am Paul Keegan Theatre in Washington, D.C. in Six Degrees of Separation von John Guare einen Hochstapler, der bei zwei Paaren unterkommt, indem er sich als durch einen Raubüberfall verletzten Sohn eines bekannten Filmemachers ausgibt, um an Geld und Sex mit anderen Männern zu kommen.
2017 spielte Swain Off-Broadway am National Black Theatre in New York in Kill Move Paradise nach James Ijames Isa, einen von vier jungen Männern, die sich nach ihrem Tod im Limbus befinden und allmählich herausfinden, dass sie durch Polizeigewalt gestorben sind. Im selben Jahr war er am American Theatre of Actors erneut in New York in 13 Alabama Ghosts and Jeffrey zu sehen, das Stück ist eine Adaption des gleichnamigen Romans von Kathryn Tucker Windham, der aus 13 Geistergeschichten zusammengesetzt ist, die sich im US-Bundesstaat Alabama ereignet haben sollen, Jeffrey bezieht sich auf einen Geist, der angeblich im Haus der Autorin lebt.
Im Juli 2018 veranstaltete Swain während eines Besuchs in seiner alten Heimatstadt Birmingham spontan einen Schauspiel-Workshop im Gebäude der Kunst-Organisation Forma Arts + Wellness. Bei diesem mussten sich die Teilnehmenden unter anderem gegenseitig persönliche Fragen stellen und während der Beantwortung Notizen zu der Mimik und Körpersprache der Sprechenden machen.
Im Februar 2019 feierte Swain als Zweitbesetzung der Hauptrolle Pharus sowie Mitglied im Ensemble des Stücks Choir Boy von Tarell Alvin McCraney seine Darsteller-Premiere am Broadway. Dieses handelt von einem jungen Afroamerikaner und talentiertem Sänger an der prestigeträchtigen Charles R. Drew Prep School for Boys. Dieser will unbedingt Leadsänger im berühmten Gospel-Chor der Schule werden, sich dabei aber der dortigen Hierarchie widersetzen und sein Ziel mit eigenen Methoden erreichen. Im selben Jahr spielte Swain an der Syracuse Stage in New York als Love einer der Hauptrollen bei der Weltpremiere von Thoughts of a Colored Man von Keenan Scott II, in dem es um einen Tag im Leben von sieben Männern in Brooklyn geht, die alle mit Herausforderungen aufgrund ihrer afroamerikanischen Herkunft zu kämpfen haben. Sie stellen sich diesen und diskutieren gemeinsam mit Spoken-Word- und Slam-Poetry-Darbietungen die Schwierigkeiten, mit denen die Mitglieder ihrer Gemeinschaft oftmals konfrontiert werden.

### Fernsehen
Am 25. Oktober 2017 wurde Swain als Ensemblemitglied für die von Ryan Murphy, Brad Falchuk und Steven Canals erdachte FX-Fernsehserie Pose benannt, das Casting dauerte hierbei sechs Monate. Er spielt Damon, einen aufstrebenden Tänzer, der davon träumt, sein Hobby zu seinem Beruf zu machen. Als er wegen seiner Homosexualität von seinen Eltern verstoßen und obdachlos wird, trifft er in einem Park auf die trans Frau Blanca (MJ Rodriguez). Sie erkennt sein Talent, wird eine Art Mentorin für ihn und macht ihn mit der Ball-Szene vertraut. In dieser treten meist afro- und lateinamerikanische Angehörige der LGBT-Gemeinschaft bei künstlerischen Wettbewerben in Houses genannten Gruppen gegeneinander an. Damon wird Mitglied in Blancas House of Evangelista, dank ihrer Unterstützung erhält er auch einen Platz an der The New School und fängt eine Beziehung mit seinem Kollegen Ricky (Dyllón Burnside) an.
Laut Swain wusste er in seiner Jugend zunächst nichts von der Ballroom-Szene, weil er in seiner Schulzeit in den Südstaaten nichts über queere Themen allgemein gelernt hatte. Erst als er in seinem letzten Studienjahr einen Vortrag über die Aufstände in Stonewall vorbereiten musste, sei er bei der Suche nach Materialien auf die Dokumentation Paris brennt von 1990 gestoßen. Beim Ansehen sei er überwältigt gewesen, weil er sich selbst in den Interviewten gesehen hätte. Wie sie auch sei er als queerer Künstler von seinem Umfeld nicht immer akzeptiert worden, zudem hätte er sich schon als Kind gewünscht, später einmal durch seine Kunst berühmt zu werden. Der Film habe ihn letztlich motiviert, trotz gesellschaftlicher Hürden aufgrund seiner Sexualität und afroamerikanischen Herkunft an der Verwirklichung seiner Träume weiter zu arbeiten, auch sei er durch Paris brennt auf seine Rolle als Damon gut vorbereitet gewesen. Zudem hatte Swain mit Damon die Armut am Anfang seiner Karriere gemeinsam, da er bei seiner Ankunft in New York nur über 50 Dollar verfügte und vor seiner Verpflichtung für die Serie an seinem Arbeitsplatz, dem United Palace Theatre in Washington Heights, schlafen musste, weil er sich keine eigene Wohnung leisten konnte.
Im November 2018 wurde Swain für seinen Durchbruch als Damon Richards-Evangelista in Pose sowie seine Erfolge als Schauspieler und Sänger in Off-Broadway-Stücken als einer von 30 jungen Personen, die sich durch besondere Leistungen hervorgetan haben, in der Kunst-Sektion der Liste Forbes 30 Under 30 aufgeführt.

### Aktivismus
2018 verkündete Swain, ein Jugendbuch über die Geschichte eines jungen, queeren Mannes in den Südstaaten schreiben zu wollen. Im Juni 2019 war Swain einer der Stonewall Ambassadors. Dies war ein Kollektiv bestehend aus queeren Personen und sogenannten allies, also heterosexuellen und cisgender LGBT-Aktivisten, die sich mit dem Ziel zusammentaten, Stonewall 50 zu unterstützen, weltweit abgehaltene Veranstaltungen und Feiern zum 50. Jahrestag der Aufstände in Stonewall. Swain arbeitet auch regelmäßig mit dem It Gets Better Project zusammen, das die hohe Suizid-Rate unter LGBT-Jugendlichen durch motivierende Videobotschaften von queeren Personen und ihren Unterstützern senken will. Für seinen Aktivismus erhielt Swain am 29. Februar 2020 den HRC Visibility Award der Human Rights Campaign.

## Filmografie
- 2018–2021: Pose (Fernsehserie, 18 Folgen)

- 2019: Engaged (Kurzfilm)

- 2020: Acting for a Cause (Fernsehserie, Episode 3x1)